# Andrei Mandache
Andrei Mandache (n. 2 octombrie 1987, Arad, România) este un fost jucător român de baschet și actual antrenor care ocupă în prezent funcția de antrenor principal la CSA Steaua, echipă cu care a semnat la începutul sezonului 2025-2026.

## Carieră

### Începutul carierei
Prima echipă la care a evoluat românul Andrei Mandache a fost CSM Oradea, între anii 2005 și 2007. În sezonul 2007-2008 acesta a jucat în NCAA la Winchendon Massachusetts. După un an petrecut în Statele Unite ale Americii, Andrei s-a întors în țară unde a evoluat un an pentru CSU Cuadripol Brașov, timp în care a jucat în Liga Balcanică și în același timp a reușit să pătrundă cu Brașovul în Final Four-ul Cupei României, terminând pe locul 4.

### 2009 - 2010
După experiența de la Brașov, Andrei Mandache s-a transferat pentru sezonul 2009-2010 la CS Otopeni, echipă cu care a ajuns în semifinalele Cupei României. În campionat, lucrurile nu au mers la fel de bine pentru Andrei și echipa sa, aceștia terminând pe poziția a 11-a, nereușind să pătrundă în play-off.

### 2010 - 2011
În sezonul 2010-2011, Mandache a evoluat pentru culorile roș-albastre ale Stelei. Aici a evoluat în faza grupelor ale Eurochallenge, a jucat finala Cupei României, pierzând în detrimentul celor de la Gaz Metan Mediaș și a obținut medalia de bronz în campionat.

### 2011 - 2012
Sezonul competițional 2011-2012 l-a prins pe baschetbalistul român în Cipru, în lotul formației Keravnos Strovolou. Alături de formația cipriotă, acesta a izbutit să-și adjudece primul trofeu din cariera sa de baschetbalist, reușind să câștige Cupa Ciprului.

### 2012-2014
După sezonul petrecut în Cipru, Mandache s-a reîntors în Liga Națională din România, la formația Gaz Metan Mediaș, echipă la care activează și în acest moment. În sezonul competițional 2012-2013, fundașul a obținut cel de-al doilea trofeu din vitrina sa proprie, reușind cu gruparea ardeleană să câștige Cupa României. În campionat, Andrei și coechipierii săi s-au clasat pe poziția a 5-a după primele 30 de etape, iar în play-off au terminat pe locul 4.
Pentru Gaz Metan Mediaș, conducătorul de joc a fost prezent pe parchet 43 de meciuri, acumulând 1050 minute de joc, 115 recuperări, 93 de pase decisive, 71 de intercepții, 76 de mingi pierdute și 304 puncte.

### 2015-2022
Andrei semnează initial un contract valabil 2 sezoane alături de care debutase pe scena baschetului românesc. La primul lui sezon după revenirea la CSM Oradea devine campion în LNBM.

### 2023-2024
Semneaza cu Dinamo Bucuresti alaturi de care reuseste un sezon cu statistici foarte bune.

### 2024-2025
Revine la  CSA Steaua Bucuresti, odata cu revenirea clubului in prima liga de baschet, sezonul trecut aceasta luptandu-se in divizia secunda, in urma unei retrogradari regretabile.

### Echipa Națională
De asemenea, Andrei Mandache a fost convocat în dese rânduri la reprezentativa României.El a reusit sa faca al doilea triple double in fiba eurocup dupa Tony Kukoc (1995).